# ایستگاه متروی گویچنگ
ایستگاه متروی گویچنگ (به لاتین: Guicheng station) یکی از ایستگاه‌های متروی گوانگفو است..